# 清华彩虹桥
29°25′02″N 117°46′11″E / 29.41722°N 117.76972°E
清华彩虹桥位于江西省婺源县清华镇，是一座梁桥，桥面上建有廊屋，故为廊桥。2006年被列为第六批全国重点文物保护单位。
据《婺源风物录》说彩虹桥始建于宋代，但清道光《清华胡氏仁德堂世谱》和光绪《婺源县志》均记载其修建于乾隆年间。彩虹桥长140米，宽3.1米，有4个桥墩、5个桥洞。桥墩由条石砌成，长14.37米，宽7.15米，高8.1米，迎水面作分水。桥洞跨度9.8～12.67米，大小不等。两墩间架四根大木为梁，梁上再架木板。桥面上设廊，两坡顶，桥洞上宽4.5米，桥墩上宽11.5米，墩上的廊屋更高、宽度更大。东部第二个桥墩上设有神橱，祀奉大禹，两侧楹联为李白《秋登宣城谢朓北楼》诗句“两水夹明镜，双桥落彩虹”，彩虹桥由此而得名。
2020年7月8日，彩虹桥遭遇特大洪水冲击，部分桥面被冲毁。

## 图片
- 东端桥头
- 桥廊梁架
- 桥上的神橱祀奉大禹
- 桥下的矴步